# Souleymane Youla
Souleymane Youla, né le 29 novembre 1981 à Conakry, est un footballeur international guinéen.

## Biographie
Souleymane Youla signe son premier contrat professionnel au KSC Lokeren, un club du championnat belge, en 1999. Après une très bonne saison où il joue peu mais inscrit quasiment un but par match, il est transféré par le Sporting Anderlecht, champion de Belgique en titre. Il découvre ainsi la Ligue des champions et inscrit le but de la victoire lors du dernier match de la phase de poule face au PSV Eindhoven, synonyme de qualification pour le deuxième tour. Après une saison, il quitte la Belgique et rejoint la Turquie et signe à Gençlerbirliği. Il devient une valeur sûre du club et, après quatre saisons fructueuses, est recruté par le Beşiktaş, un des grands clubs du pays. Malheureusement pour lui, il a du mal à s'imposer dans le club stambouliote et ne joue qu'une dizaine de rencontres.
À l'hiver 2006, contacté par le FC Metz alors à la peine en Ligue 1, il rejoint le club lorrain sous forme d'un prêt de 6 mois. Pour l'anecdote, il y avait déjà passé 6 mois lors de sa jeunesse avant de partir en Belgique.
À la fin de la saison 2006, le FC Metz est relégué en Ligue 2. Le Lille OSC l'achète alors à Beşiktaş pour 1,6 M€. À Lille, il redécouvre la Ligue des champions et rencontre notamment son ancienne équipe, Anderlecht. Après deux saisons correctes, il est prêté en août 2008 au club turc d'Eskişehirspor pour un an où il se montre à son avantage en marquant 13 buts (notamment contre Galatasaray et Bekistas) et délivrant quelques passes décisives. Le 30 juin 2009, il signe un contrat définitif pour le club turc.
Le 21 janvier 2010, il change à nouveau d'équipe et rejoint un autre club turc, Denizlispor, où il signe un contrat de deux ans et demi. Il y joue un an et demi puis s'engage avec le promu d'Orduspor en juin 2011. Mais un mois plus tard, le club fait déjà face à des soucis financiers et Souleymane Youla résilie son contrat,.
Après être resté un an sans jouer, il signe en novembre 2012 un contrat jusqu'en fin de saison avec le club belge du SK Sint-Niklaas, à la peine en Division 2. Le club termine finalement dernier et est relégué, le contrat du joueur n'étant dès lors pas prolongé.
Le 11 juin 2013, l'Amiens SC, alors en championnat de France National, annonce que le joueur signe au club. Le 17 juin 2014, il a signé au Budapest Honvéd, première division du championnat hongrois pour deux saisons.  

## Statistiques
| Saison      | Club            | Pays     | Championnat        | Championnat | Championnat | Championnat  | Championnat  | Europe | Europe | Europe |
| Saison      | Club            | Pays     | Division           | Matchs      | Buts        | Cartons      | Cartons      | Coupe  | Matchs | Buts   |
| Saison      | Club            | Pays     | Division           | Matchs      | Buts        | Carton jaune | Carton rouge | Coupe  | Matchs | Buts   |
| ----------- | --------------- | -------- | ------------------ | ----------- | ----------- | ------------ | ------------ | ------ | ------ | ------ |
| 1998 - 1999 | Satellite FC    | Guinée   | Championnat        | -           | -           | ?            | ?            | /      | -      | -      |
| 1999 - 2000 | KSC Lokeren     | Belgique | Jupiler League     | 14          | 9           | ?            | ?            | /      | -      | -      |
| 2000 - 2001 | RSC Anderlecht  | Belgique | Jupiler League     | 15          | 1           | ?            | ?            | C1     | 4      | 1      |
| 2001 - 2002 | Gençlerbirliği  | Turquie  | Turkcell Süper Lig | 29          | 9           | ?            | ?            | C3     | 1      | 1      |
| 2002 - 2003 | Gençlerbirliği  | Turquie  | Turkcell Süper Lig | 26          | 11          | ?            | ?            | /      | -      | -      |
| 2003 - 2004 | Gençlerbirliği  | Turquie  | Turkcell Süper Lig | 27          | 15          | ?            | ?            | C3     | 7      | 2      |
| 2004 - 2005 | Gençlerbirliği  | Turquie  | Turkcell Süper Lig | 30          | 14          | ?            | ?            | C3     | 4      | 0      |
| 2005 - 2006 | Beşiktaş        | Turquie  | Turkcell Süper Lig | 12          | 2           | ?            | ?            | C3     | 6      | 3      |
| 2005 - 2006 | FC Metz         | France   | Ligue 1            | 16          | 1           | ?            | ?            | /      | -      | -      |
| 2006 - 2007 | Lille OSC       | France   | Ligue 1            | 16          | 2           | 0            | 0            | C1     | 6      | 0      |
| 2007 - 2008 | Lille OSC       | France   | Ligue 1            | 16          | 0           | 0            | 0            | /      | -      | -      |
| 2008 - 2009 | Eskişehirspor K | Turquie  | Süper Lig          | 32          | 13          | 1            | 0            |        |        |        |
| 2009 - 2010 | Eskişehirspor K | Turquie  | Süper Lig          | 14          | 3           | 1            | 0            |        |        |        |
| 2010 - 2011 | Denizlispor     | Turquie  | Süper Lig          | 6           | 3           | 2            | 0            |        |        |        |

## Sélections internationales
- Première sélection A : éliminatoires de la coupe du monde, - Ouganda 4-4 Guinée, le 8 avril 2000.

## Palmarès
- Champion de Belgique en 2001 avec le RSC Anderlecht.